# ブランチ郡 (ミシガン州)
ブランチ郡（英: Branch County）は、アメリカ合衆国ミシガン州ロウアー半島の南部に位置する郡である。2010年国勢調査での人口は45,248人であり、2000年の45,787人から1.2%減少した。郡庁所在地はコールドウォーター市（人口10,945人）であり、同郡で人口最大の都市でもある。

## 地理
アメリカ合衆国国勢調査局に拠れば、郡域全面積は519.49平方マイル (1,345.5 km2)であり、このうち陸地507.41平方マイル (1,314.2 km2)、水域は12.08平方マイル (31.3 km2)で水域率は2.33%である。

### 主要高規格道路
- 州間高速道路69号線
- 州間高速道路94号線産業道路、コールドウォーター市を通る
- アメリカ国道12号線、州南部を東西に横切る道路、デトロイトからインディアナ州との州境に沿ってミシアナに向かう
- ミシガン州道60号線、ナイルズからジャクソンの州間高速道路94号に向かう
- ミシガン州道66号線、スタージスから南にバトルクリークを通り、シャルルボワ近くで終わる
- ミシガン州道86号線、スリーリバーズから東にコールドウォーターの西約1マイル (1.6 km) まで

### 隣接する郡
- カルフーン郡 - 北
- ヒルズデール郡 - 東
- セントジョセフ郡 - 西
- スチューベン郡 (インディアナ州) - 南
- ラグレンジ郡 (インディアナ州) - 南西

## 人口動態
以下は2010年国勢調査による人口統計データである。
| 基礎データ - 人口: 45,248人 - 世帯数: 16,419 世帯 - 家族数: 11,350 家族 - 人口密度: 35人/km2（89人/mi2） - 住居数: 20,841軒 - 住居密度: 16軒/km2（41軒/mi2） 人種別人口構成 - 白人: 90.9% - アフリカン・アメリカン: 3.0% - ネイティブ・アメリカン: 0.4% - アジア人: 0.4% - その他の人種: 0.1% - 混血: 1.2% - ヒスパニック・ラテン系: 4.0% 年齢別人口構成 - 18歳未満: 23.9% - 18-24歳: 8.0% - 25-44歳: 25.0% - 45-64歳: 28.3% - 65歳以上: 14.7% - 年齢の中央値: 40歳 - 性比（女性100人あたり男性の人口） - 総人口: 111.4 - 18歳以上: 112.9 | 世帯と家族（対世帯数） - 18歳未満の子供がいる: 31.5% - 結婚・同居している夫婦: 52.2% - 未婚・離婚・死別女性が世帯主: 11.1% - 非家族世帯: 30.9% - 単身世帯: 25.8% - 平均構成人数 - 世帯: 2.56人 - 家族: 3.05人 収入と家計 - 収入の中央値 - 世帯: 41,855米ドル - 家族: 48,959米ドル - 性別 - 男性: 25,595米ドル - 女性: 17,263米ドル - 人口1人あたり収入: 18,289米ドル - 貧困線以下 - 対人口: 17.7% - 対家族数: 2.5% - 18歳未満: 25.3% - 65歳以上: 9.0% |

## 郡政府
郡政府は郡監獄の運営、地方道の維持、地方裁判所の運営、権利譲渡と抵当権設定記録など重要記録の維持、公衆衛生規制の管理、福祉など社会サービスの項目で州の施策への参加を行う。郡政委員会は予算を管理するが、法や条例を作るのは限定付き権限である。ミシガン州では、警察と消防、建設と区画割、税評価、街路維持など地方政府の大半機能は個々の都市と郡区の責任である。

## 郡区
ブランチ郡は下記16の郡区に分割されている。

| - アルガンジー - バタビア - ベセル - ブロンソン | - バトラー - カリフォーニア - コールドウォーター - ギリアド | - ジラード - キンダーフック - マットソン - ノーブル | - オービッド - クインシー - シャーウッド - ユニオン |

## 都市と町
| 都市 - コールドウォーター - 郡庁所在地 - ブロンソン | 村 - クインシー - シャーウッド - ユニオンシティ | 未編入の町 - バタビアセンター - カナダショアーズ - クリスタルビーチ - イーストギリアド - ホーダンク - ロックウッド | - パールビーチ - レイ - サンスーシビーチ - サウスバトラー - ウェストキンダーフック |